# Sóc chuột châu Á
Sóc chuột châu Á là một chi (Tamiops) sóc (Sciuridae) trong phân họ Callosciurinae. Các loài trong chi này chỉ sinh sống tại châu Á.

## Các loài
Cho tới nay người ta công nhận 4 loài trong chi này:
- Sóc chuột Himalaya (Tamiops mcclellandii (Horsfield, 1840)): Bhutan; Campuchia; miền nam Trung Quốc; đông bắc Ấn Độ; Lào; Malaysia; Myanma; Nepal; Thái Lan; Việt Nam.
- Sóc chuột Hải Nam (Tamiops maritimus (Bonhote, 1900)): Trong nhiều phân loại thì loài này được gộp chung vào T. swinhoei. Phạm vi sinh sống: Các khu vực miền núi tại Lào và Việt Nam ở phía đông sông Mê Kông. Nó cũng có mặt ở miền nam và miền đông Trung Quốc, đảo Hải Nam và Đài Loan (Smith et al. 2008). Có 4 phân loài tại Trung Quốc là T. m. bopinglingensis Hong & Wang, 1984 có ở Phúc Kiến; T. m. formosanus (Bonhote, 1900) tại Đài Loan; T. m. hainanus Allen, 1906 tại đảo Hải Nam, Quảng Tây và miền nam Vân Nam; T. m. maritimus (Bonhote, 1900) tại Phúc Kiến.
- Sóc chuột lửa hay sóc chuột Campuchia (Tamiops rodolphii): Campuchia, miền đông Thái Lan, miền nam Lào và miền nam Việt Nam. Phạm vi sinh sống không vượt quá vĩ độ 18,5 bắc.
- Sóc chuột Swinhoe (Tamiops swinhoei): Loài này có phân bố rộng, trải dài từ miền trung Trung Quốc về phía nam tới miền bắc Myanma và miền bắc Việt Nam (Smith & Xie 2008). Nó cũng có thể có ở Lào, nhưng vẫn chưa có ghi chép nào được xác nhận (Duckworth & Lunde 2004). Phạm vi phân bố của nó không chồng lấn đáng kể với phạm vi phân bố của T. mcclellandi, nhưng ở những nơi nào có chồng lấn thì ở đó có phân biệt theo cao độ (T. swinhoei: 2.500-3.000 m trên mực nước biển còn T. mcclellandi: 300–600 m trên mực nước biển) (Smith & Xie 2008). Loài này sinh sống ở cao độ trong khoảng từ 1.000 m (Duckworth & Lunde 2004) tới 3.900 m trên mực nước biển (Li et al. 2006).

## Hình ảnh

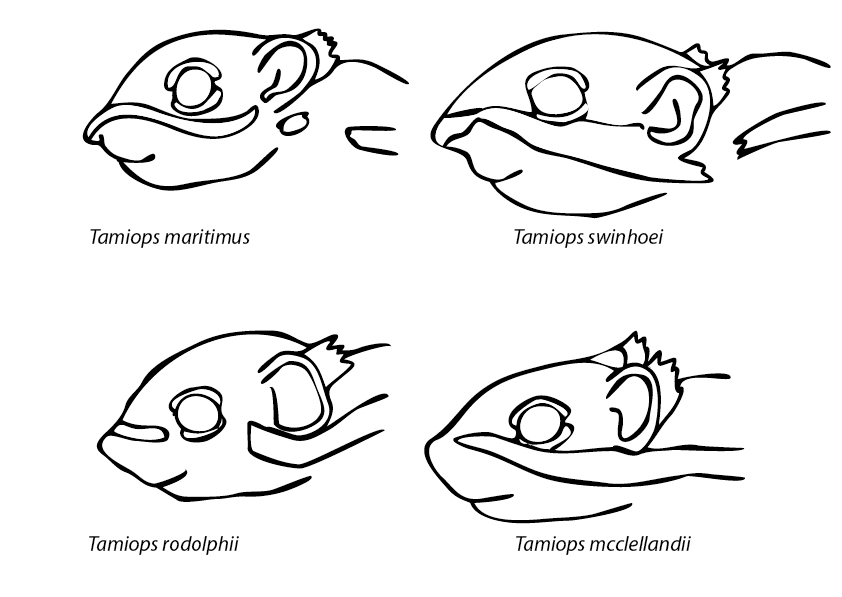
Bản vẽ về sự khác biệt của các loài sóc chuột châu Á - cận cảnh vùng đầu nhìn nghiêng